# Rivière Tourilli
Pour l’article homonyme, voir Tourilli.
La rivière Tourilli est un affluent de la rivière Sainte-Anne coulant dans le territoire non organisé de Lac-Croche et de la municipalité de Saint-Gabriel-de-Valcartier, dans la municipalité régionale de comté (MRC) de La Jacques-Cartier, dans la région administrative de la Capitale-Nationale, dans la province de Québec, au Canada. La partie supérieure de ce cours d'eau traverse la partie sud-ouest de la réserve faunique des Laurentides.
La partie inférieure de la rivière Tourilli est surtout desservie par la route forestière R0354 (sens nord-sud) pour les besoins de la foresterie et des activités récréotouristiques. La partie supérieure est desservie par la route forestière R0355 et la R300.
La foresterie constitue la principale activité économique du secteur ; les activités récréotouristiques, en second.
La surface de la rivière Tourilli (sauf les zones de rapides) est généralement gelée de début décembre à fin mars, mais la circulation sécuritaire sur la glace se fait généralement de fin décembre à début mars. Le niveau de l'eau de la rivière varie selon les saisons et les précipitations ; la crue printanière survient en mars ou avril.

## Géographie
La rivière Tourilli prend sa source à l'embouchure du lac Tourilli (longueur : 3,2 km ; altitude 665 m) dans le territoire non organisé de Lac-Croche. Ce lac encaissé entre les montagnes est alimenté par la décharge du lac Vermuy, le lac Josselin et de petits ruisseaux de montagne. Un sommet de montagne culmine à 691 m au sud du lac et une autre à 691 km au sud-ouest. L'embouchure du lac Tourilli est situé à 9,4 km au sud-ouest de Petit lac Jacques-Cartier, à 13,7 km à l'ouest du cours de la rivière Jacques-Cartier, à 32,6 km au nord de la confluence de la rivière Tourilli et de la rivière Sainte-Anne, à 47,6 km au nord-ouest du centre du village de Saint-Gabriel-de-Valcartier et à 98,8 km au nord de la confluence de la rivière Sainte-Anne avec le fleuve Saint-Laurent.
À partir de l'embouchure du lac Tourilli, la rivière Tourilli coule sur environ 51 km entièrement en zone forestière avec une dénivellation de 246 m, selon les segments suivants :
Cours supérieur de la rivière (segment de 10,6 km)
- 1,3 km vers l'est, puis le nord, notamment en traversant le lac Martel (longueur : 1,4 km ; altitude : 663 m), jusqu'à son embouchure ;
- 2,3 km vers le nord-ouest, bifurquant vers le nord, puis vers l'est, notamment en traversant le lac Trigone (longueur : 0,4 km ; altitude : 648 m), jusqu'à son embouchure ;
- 0,7 km vers l'est, notamment en traversant le lac des Laiches (longueur : 0,5 km ; altitude : 640 m), jusqu'à son embouchure. Note : Le lac des Laiches reçoit du côté nord la décharge d'un ensemble de lacs (Inerte, Plissé, Hudon et Petit lac Hudon) ;
- 4,0 km vers l'est, en formant un crochet vers le sud pour aller ramasser la décharge (venant de l'ouest) du lac Juneau, avant de traverser le lac Gregory (longueur : 2,3 km ; altitude : 634 m), jusqu'à son embouchure. Note : Le lac Gregory reçoit du côté nord la décharge du Lac des Doradilles, la décharge d'un ensemble de lacs dont Hunau, Crochetière et des Pleurotes, ainsi que la décharge des lacs Fruze, Chesnay, Godman, Etheleen, Petit lac Etheleen et du Piedmont ;

Cours intermédiaire de la rivière (segment de 25,4 km)
- 5,1 km vers le sud-est en coupant d'abord la route forestière R0300 qui passe dans le sens est-ouest sur un isthme d'une longueur de 1,4 km avant de traverser un petit lac (longueur : 0,7 km ; altitude : 726 m), en formant un crochet vers le sud-ouest, puis vers le sud-est, jusqu'à la décharge (venant de l'ouest) des lacs Écho et Forget ;
- 3,7 km vers le sud-est dans une vallée encaissée jusqu'à la décharge (venant du nord) des lacs Gallant et de la Meute ;
- 2,3 km en formant d'abord un crochet vers l'est, puis vers le sud-est dans une vallée encaissée, notamment en traversant le lac Encaissé (longueur : 0,9 km ; altitude : 702 m) sur sa pleine longueur, jusqu'à son embouchure ;
- 2,3 km vers le sud-est dans une vallée bien encaissée jusqu'à la confluence de la rivière Chézine Nord (venant du nord) ;
- 12,0 km d'abord sur 5,8 km vers le sud-est, puis vers le sud relativement en ligne droite dans une vallée bien encaissée et en recueillant la décharge (venant de l'est) du lac du Carcajou, jusqu'à la décharge (venant de l'ouest) du lac Toosey ;

Cours inférieur de la rivière (segment de 20,3 km)
- 5,4 km vers le sud dans une vallée encaissée jusqu'à la décharge (venant de l'est) du Lac Mitchell ;
- 6,9 km vers le sud dans une vallée encaissée recueillant la décharge (venant de l'est) du Lac à la Vase, jusqu'au ruisseau à la Martre, correspondant à un coude de rivière ;
- 5,6 km dans une vallée encaissée en formant d'abord un crochet de 1,0 km vers l'ouest, puis vers le sud, et formant un autre crochet de 0,8 km vers l'ouest, puis vers le sud, jusqu'à un ruisseau (venant du nord-est), correspondant à un coude de rivière ;
- 2,4 km vers le sud-ouest jusqu'à son embouchure où le courant contourne une île[2].

La rivière Tourilli se déverse dans un coude de rivière sur la rive est de la rivière Sainte-Anne. Cette confluence est située à 14,1 km à l'ouest du cours de la rivière Jacques-Cartier, à 22,2 km au nord du centre du village de Saint-Raymond et à 74,6 km au nord de la confluence de la rivière Sainte-Anne avec le fleuve Saint-Laurent.
À partir de cette confluence, le courant descend sur 109,1 km généralement vers le sud et le sud-ouest en suivant le cours de la rivière Sainte-Anne, jusqu'à la rive nord-ouest du fleuve Saint-Laurent.

## Toponymie
Dans un paysage montagneux, le profil de la rivière et de sa vallée se présente tantôt en cascades, tantôt en parois quasi verticales. Ce territoire boisé fut longtemps réputé pour la richesse de ses essences forestières et de son gibier, comme en témoignait l'arpenteur John Neilson en 1888.
Cette désignation toponymique, d'origine autochtone, paraît pour la première fois dans un texte de l'arpenteur John Adams en 1829, sous la forme « Atourile ». Deux traductions sont connues pour ce mot : « le bourreau » et « eau agitée » ; cette dernière signification, reliée à la langue wendate, semble s'être imposée. La région ayant été fréquentée par plusieurs nations autochtones au siècle dernier, il arrivait fréquemment que plusieurs noms ou significations aient cours pour une même entité. Par ailleurs, sur un plan d'arpentage qui remonte à 1854, on peut relever la forme rivière Tourille.
Le toponyme rivière Tourilli a été officialisé le 5 décembre 1968 à la Banque des noms de lieux de la Commission de toponymie du Québec.